# Millionaires (James)
Millionaires è l'ottavo album in studio del gruppo musicale inglese James, pubblicato nel 1999.

## Tracce
1. Crash
2. Just Like Fred Astaire
3. I Know What I'm Here For
4. Shooting My Mouth Off[1]
5. We're Going to Miss You
6. Strangers
7. Hello
8. Afro Lover
9. Surprise
10. Dumb Jam
11. Someone's Got It in for Me
12. Vervaceous